# Gerichtsamt Frohburg
Das Gerichtsamt Frohburg war in den Jahren zwischen 1856 und 1879 die unterste Verwaltungseinheit nach der Abschaffung der Patrimonialgesetzgebung im Königreich Sachsen. Es hatte seinen Amtssitz in der Stadt Frohburg.

## Geschichte
Nach dem Tod des Königs Friedrich August II. von Sachsen wurde unter dessen Nachfolger  König Johann nach dem Vorbild anderer Staaten des Deutschen Bundes die Abschaffung der Patrimonialgesetzgebung verordnet. An die Stelle der bisher im Königreich Sachsen in Stadt und Land vorhandenen Gerichte der untersten Instanz traten die zentral gelegenen Bezirksgerichte und Gerichtsämter in nahezu allen größeren Städten. Die Details der Verwaltungsreform regelte das sächsische Gerichtsverfassungsgesetz vom 11. August 1855 und die Verordnung über die Bildung der Gerichtsbezirke vom 2. September 1856.
Stichtag für das Inkrafttreten der neuen Behördenstruktur im Königreich Sachsen war der 1. Oktober 1856. Das neugebildete Gerichtsamt Frohburg unterstand dem Bezirksgericht Borna. Aufgelöst wurden das am 27. Juni 1856 eröffnete Königliche Gericht Frohburg sowie das Königliches Gericht Kohren. Diese hatten die Rechtsprechung der Patrimonialgerichte der Rittergüter Frohburg, Kleineschefeld und Gnandstein wurden per Gesetz übernommen.
Das Sprengel des Gerichtsamtes bestand aus folgenden Ortschaften:
| - Frohburg mit Röthigen - Altmörbitz - Benndorf - Bocka (sächsischer Anteil) - Bubendorf - Dolsenhain - Eschefeld - Gnandstein - Greifenhain | - Jahnshain - Kleineschefeld - Kohren - Linda - Meusdorf - Nenkersdorf - Neuhof - Pflug | - Roda - Rüdigsdorf - Sahlis - Streitwald - Terpitz - Walditz - Wolftitz - Wüstenhain |

Die Zivil- und Kriminalgerichtsbarkeit im Weichbild der Stadt wurde in allen ihren Zweigen vom Gerichtsamt Frohburg verwaltet. Die Polizei und die Polizeigerichtsbarkeit aber stand, mit Ausnahme des Pass- und Fremdenwesens, welches auch das Gerichtsamt Pegau verwaltete, dem Bürgermeister und städtischem Rat zu, dem somit die gesamte Wohlfahrts-, Sicherheits-, Gewerbe- und Gesindepolizei  sowie das Innungswesen unterstand.
Nach der Neustrukturierung der Gerichtsorganisation gemäß dem Gesetz über die Organisation der Behörden für die innere Verwaltung vom 21. April 1873 gingen die Verwaltungsbefugnisse der Gerichtsämter mit Wirkung vom 15. Oktober 1874 auf die umgestalteten bzw. neu gebildeten Amtshauptmannschaften über.
Seitdem das bisherige königliche Gericht als königliches Gerichtsamt bezeichnet wurde, führte sein Vorstand den Titel Gerichtshauptmann.
Das Gerichtsamt Frohburg wurde im Zuge der Neustrukturierung der sächsischen Gerichtsorganisation gemäß dem Gesetz über die Organisation der Behörden für die innere Verwaltung vom 21. April 1873 in die zum 15. Oktober 1874 neugeschaffene Amtshauptmannschaft Borna mit Sitz in der Stadt Borna integriert.
Das Gerichtsamt Frohburg wurde 1879 auf Grund des Gesetzes über die Bestimmungen zur Ausführung des Gerichtsverfassungsgesetzes im Deutschen Reich vom 27. Januar 1877 und des Gesetzes über die Zuständigkeit der Gerichte in Sachen der nichtstreitigen Gerichtsbarkeit vom 1. März 1879 durch das neugegründete Amtsgericht Frohburg abgelöst.

## Schriftliche Überlieferung
Die Archivalien des Gerichtsamts Frohburg werden als Bestand 20089 Gerichtsamt Frohburg heute im Sächsischen Staatsarchiv – Staatsarchiv Leipzig verwaltet. Dieser Bestand umfasst 2,4 laufende Meter Archivgut aus den Jahren 1817 bis 1879.

## Gerichtsgebäude
Das Gebäude des Gerichtsamts Frohburg stammt aus der Zeit um 1856 (Dr.-Zamenhof-Straße 13). Der stattliche, straßenbildprägende Bau hat zwei Geschosse, Bruchsteinmauerwerk, Fenstergewände aus Sandstein, flachen Mittelrisalit und neun Achsen. Es steht unter Denkmalschutz.

## Richter
Die Leiter des Gerichtsamts trugen den Titel Gerichtsamtmann. Dies waren:
- 1856–1879: Heinrich Ludwig Wagner (vorher Gerichtsverwalter des Patrimonialgerichts Frohburg)